# 豪伊·曼德尔
豪伊·曼德尔（英語：Howie Mandel，1955年11月29日—），本名霍華德·邁克爾·曼德爾（Howard Michael Mandel），是一位加拿大演员、电视主持人、節目評審和配音员，最为人熟知是主持NBC游戏节目《Deal or No Deal》和現任《美國達人秀》的評審之一。